# 中津誠一郎
中津 誠一郎（なかつ せいいちろう、1849年（嘉永2年10月） - 1910年（明治43年）10月1日）は、日本の政治家、衆議院議員（3期）。旧姓・佐伯。

## 経歴
熊本県出身。熊本藩校時習館で漢学を修め、藩兵学寮で兵学を学び、藩常備兵分隊長となる。熊本県師範学校舎長、山鹿郡町村組合会議員、同副議長、山鹿村（のち山鹿町、現・山鹿市）戸長、学務委員、熊本県輸出物並びに商況調査委員、同鉄道調査委員となる。
1896年、渋江公寧の死去による熊本3区の補欠選挙に立候補して当選する。1898年3月の第5回衆議院議員総選挙では国民協会から立候補して再選する。1898年8月の第6回衆議院議員総選挙で三選。衆議院議員を3期務め、1902年の第7回衆議院議員総選挙は不出馬。1910年死去。